# Fieseler Fi 168
Il Fieseler Fi 168 era un bimotore da attacco al suolo ad ala alta progettato dall'azienda tedesca Gerhard-Fieseler-Werke nei tardi anni trenta e rimasto al primo stadio di sviluppo.

## Storia del progetto
Nel febbraio del 1937 il Technisches Amt (ufficio tecnico) del Reichsluftfahrtministerium (RLM), il ministero che nel periodo nazista era responsabile dell'intera aviazione tedesca, emise una specifica per la fornitura di un nuovo velivolo atto alla ricognizione sul campo di battaglia, con il quale sostituire l'Henschel Hs 126 che aveva appena iniziato i collaudi, con un modello bimotore più versatile ed avanzato ed in grado di supportare le operazioni della fanteria corazzata sull'esperienza acquisita durante la prima guerra mondiale. Il nuovo modello, che non aveva riscontro tra i velivoli in dotazione alla Luftwaffe, tra le caratteristiche tecniche richieste doveva essere equipaggiato con una coppia di motori Argus As 411, allora in fase di sviluppo, avere spazio per un equipaggio di 3 persone, dimostrare di raggiungere una maggiore velocità massima e la possibilità di trasportare 200 kg di bombe da caduta. L'invito a sottoporre progetti fu rivolto, oltre che alla Henschel Flugzeugwerke, principalmente all'Arado ed alla Focke-Wulf ma, data anche l'evoluzione e la parziale modifica delle specifiche, ne furono informate anche le principali aziende aeronautiche tedesche tra cui la Hamburger Flugzeugbau del gruppo Blohm + Voss e la Gerhard-Fieseler-Werke.
Quest'ultima affidò il progetto all'ingegnere Frederik Kassel che disegnò un velivolo in grado di operare da campi di fortuna e dall'aspetto anticonvenzionale, caratterizzato dalla cellula costituita da un complesso sistema a traliccio in tubi d'acciaio in cui si abbinava una velatura monoplana ad ala alta ad una fusoliera, dalla minima sezione frontale collocata bassa e centralmente, a sua volta collegata a due travi di coda che fornivano supporto anteriormente alle due unità motrici e posteriormente all'impennaggio oltre ad incernierare gli elementi verticali del carrello d'atterraggio dalla larga carreggiata. Nella fusoliera trovavano posto anteriormente una coppia di mitragliatrici posizionate in caccia ed una postazione posteriore affidata ad un mitragliere con funzioni di difesa da eventuali attacchi da coda.
La costruzione di un mockup venne iniziata nei primi mesi del 1939 tuttavia l'inizio della Campagna di Polonia, dove la Luftwaffe riuscì ad avere facilmente ragione delle difese polacche, decretò il successo della filosofia della cosiddetta Guerra lampo nella quale l'apporto dell'aviazione era efficacemente supportato dai modelli già in dotazione. Nel settembre di quello stesso anno l'RLM comunicò quindi di non essere più interessato alla valutazione del Fi 168 con il conseguente termine dello sviluppo da parte della Fieseler.
Benché il Fi 168, designazione ufficiale RLM del progetto, fosse stato progettato per poter rispondere al ruolo di aereo da attacco al suolo, Erich Bachem, che in seguito assunse l'incarico di direttore dell'ufficio tecnico della Fieseler, lo definì "Panzer-Storch" ma non è chiaro a cosa si riferisse con "panzer", presumibilmente "Panzerjäger" (cacciacarri) come fu l'Henschel Hs 129 che ebbe origini comuni.